# Kinasyra

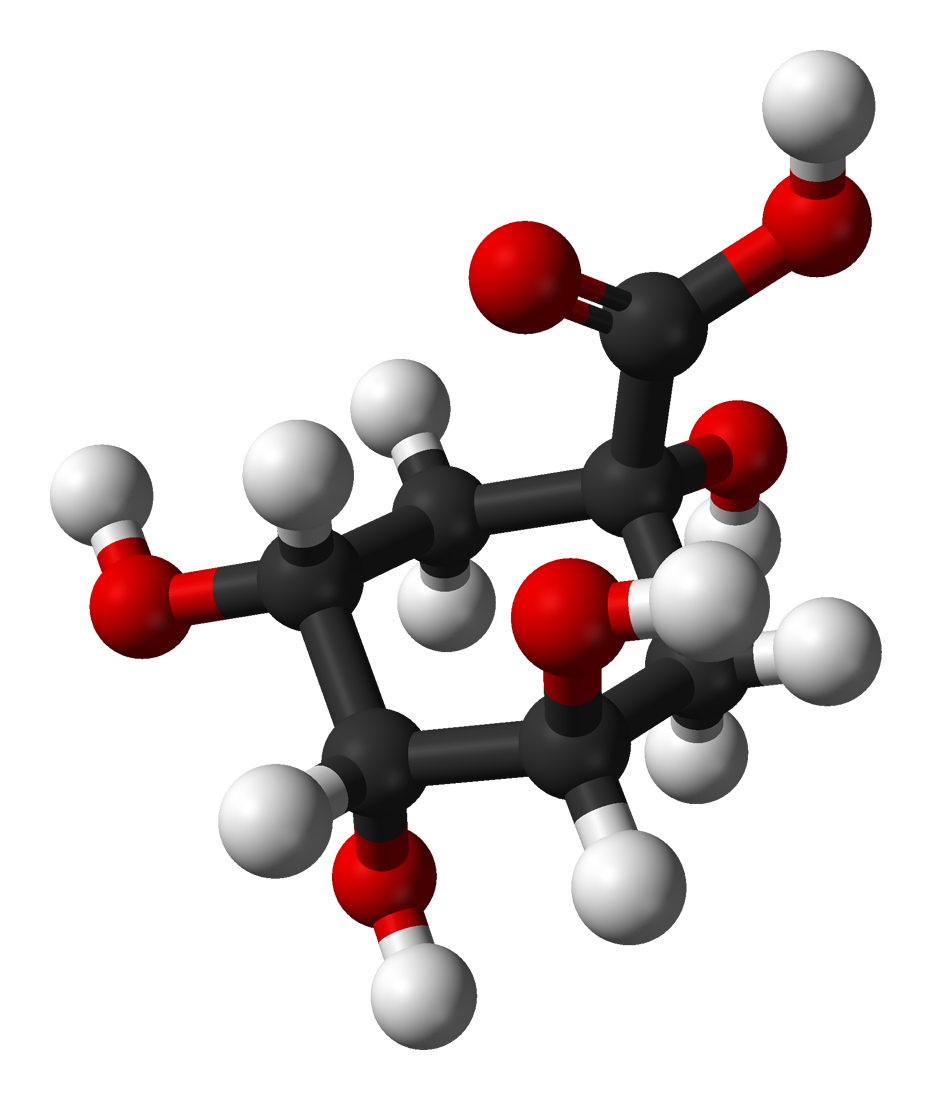
3D-struktur av kinasyra.

Kinasyra är en alkaloid som förekommer naturligt i kinaträdets bark.
Namnet har ingenting med landet Kina att göra, utan bygger på ett språkligt missförstånd.